# Ochicanthon hanskii
Ochicanthon hanskii är en skalbaggsart som beskrevs av Jan Krikken och Huijbregts 2007. Ochicanthon hanskii ingår i släktet Ochicanthon och familjen bladhorningar. Inga underarter finns listade i Catalogue of Life.